# Gruffalo
Gruffalo est un livre pour enfant écrit par Julia Donaldson et illustré par Axel Scheffler, publié pour la première fois au Royaume-Uni en 1999.

## Synopsis
Le livre suit les aventures d'une souris qui traverse la forêt et qui lors de chaque rencontre « périlleuse » qu'elle fait, prétend qu'elle attend le Gruffalo, un personnage qu'elle pense inventer de toutes pièces...

## Réception
Cinq ans après sa sortie, l'ouvrage était déjà traduit en 29 langues et s'était vendu à plus d'un million d'exemplaires. En février 2015, le nombre de traductions s'élève à 58 pour 13 millions de copies écoulées.

## Adaptation
Le Gruffalo (The Gruffalo) est un court métrage d'animation britannique réalisé par Max Lang et Jakob Schuh, diffusé en Grande-Bretagne à la télévision sur la BBC le 25 décembre 2009. Le film a bénéficié d'une sortie au cinéma en France le 19 octobre 2011.